# Englische Squashnationalmannschaft
Die englische Squashnationalmannschaft ist die Gesamtheit der Kader des englischen Squashverbandes England Squash. In ihm finden sich englische Sportler wieder, die ihr Land sowohl in Einzel- als auch in Teamwettbewerben national und international im Squashsport repräsentieren.

## Historie

### Herren
England nahm seit 1981 bei jeder Weltmeisterschaft teil. Zuvor waren englische Squashspieler Teil der britischen Mannschaft. Von 1981 bis heute erreichte England bei jedem Turnier immer mindestens das Halbfinale. Bereits 1983 stand England erstmals im Finale, unterlag dort aber ebenso wie beim zweiten Finaleinzug 1991. Der erste Titelgewinn gelang 1995 in Kairo gegen Pakistan mit Simon Parke, Del Harris, Chris Walker und Peter Marshall. Zwei Jahre später verteidigte die Mannschaft im Endspiel gegen Kanada den Titel. Neben Parke, Harris und Walker gehörte diesmal Mark Chaloner zum Kader. Es folgte dreimal der dritte Platz, ehe 2005 gegen Ägypten der dritte Titelgewinn vollbracht wurde. Zur Mannschaft gehörten James Willstrop, Lee Beachill, Peter Nicol und Nick Matthew. Erneut gelang der Mannschaft, wiederum mit Nick Matthew, James Willstrop, Lee Beachill und Peter Barker, die erfolgreiche Titelverteidigung. Nach einem vierten Platz 2009 und einem verlorenen Finale 2011 gewann England beim Turnier 2013 den fünften Weltmeistertitel. Es spielten Nick Matthew, James Willstrop, Daryl Selby und Adrian Grant. 2017 zog die Mannschaft zum wiederholten Male ins Finale ein, wo sie erneut auf Ägypten traf. Nick Matthew und James Willstrop verloren ihre Partien, England wurde damit Vizeweltmeister. Im Kader standen außerdem Daryl Selby und Adrian Waller. Auch 2019 erreichte England das Finale gegen Ägypten und schloss das Turnier auf dem zweiten Platz ab. Declan James und Adrian Waller unterlagen ihren Gegnern jeweils, sodass die vorzeitige Niederlage feststand. Den Kader komplettierten James Willstrop und Daryl Selby. 2023 kam es zum dritten Finale in Folge zwischen England und Ägypten, das die Ägypter mit 2:0 abermals für sich entschieden. Mostafa Asal brachte Ägypten mit 1:0 gegen Marwan Elshorbagy in Führung. Ali Farag sorgte mit seinem anschließenden 3:2-Erfolg gegen Mohamed Elshorbagy für die Vorentscheidung zugunsten Ägyptens, sodass das letzte Einzel zwischen Mazen Hesham und Patrick Rooney nicht mehr ausgetragen wurde. Ohne Finaleinsatz auf Seiten Englands blieb Adrian Waller.
Sehr erfolgreich war England auch bei Europameisterschaften, die jährlich seit 1973 ausgetragen werden. Zwischen 1973 und 2025 gewann England nur sechsmal nicht den Titel: 1980 und 1983 unterlag die Mannschaft im Finale gegen Schweden, 1992 belegte sie den dritten Platz hinter Schottland und Finnland. 2015, 2017 und 2018 wurde England hinter Frankreich Vizeeuropameister. Mit 45 Europameistertiteln ist England mit Abstand Rekordsieger bei diesem Wettbewerb.

## Letzter WM-Kader

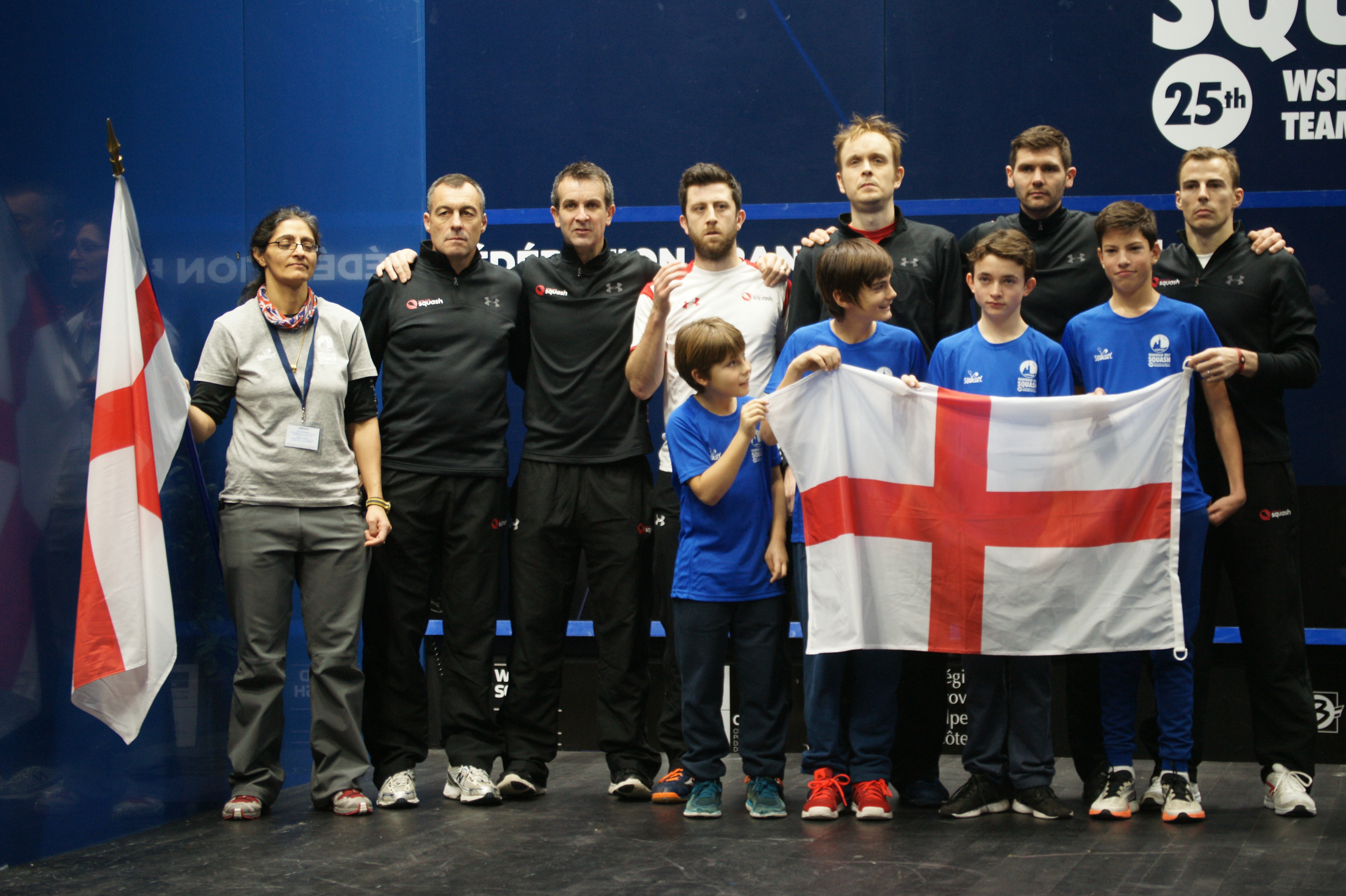
Kader 2017: Fahnenträgerin, Physiotherapeut, Trainer David Campion, Daryl Selby, James Willstrop, Adrian Waller und Nick Matthew (v. l. n. r.)

Bei der letzten Weltmeisterschaft 2023 bestand die englische Mannschaft aus den folgenden Spielern:
| Rang | Name               | Geburtsdatum      | WRL | Einsätze | Siege | Niederlagen |
| ---- | ------------------ | ----------------- | --- | -------- | ----- | ----------- |
| 1.   | Mohamed Elshorbagy | 12. Januar 1991   | 5   | 5        | 4     | 1           |
| 2.   | Marwan Elshorbagy  | 30. Juli 1993     | 8   | 3        | 2     | 1           |
| 3.   | Patrick Rooney     | 16. Juni 1997     | 25  | 3        | 3     | −           |
| 4.   | Adrian Waller      | 26. Dezember 1989 | 29  | 3        | 3     | −           |

## Bilanz
| Herren |                    |                    |                  |                  |                  |
| Jahr   | Austragungsort     | Runde              | Platzierung      | Siege            | Niederlagen      |
| 1981   | Stockholm          | Halbfinale         | 4.               | 4                | 3                |
| 1983   | Auckland           | Finale             | 2.               | 8                | 1                |
| 1985   | Kairo              | Halbfinale         | 4.               | 6                | 3                |
| 1987   | London             | Halbfinale         | 3.               | 7                | 1                |
| 1989   | Singapur           | Halbfinale         | 3.               | 6                | 2                |
| 1991   | Helsinki           | Finale             | 2.               | 4                | 1                |
| 1993   | Karatschi          | Halbfinale         | 3.               | 4                | 1                |
| 1995   | Kairo              | Weltmeister        | 1.               | 6                | 0                |
| 1997   | Petaling Jaya      | Weltmeister        | 1.               | 5                | 1                |
| 1999   | Kairo              | Halbfinale         | 3.               | 5                | 1                |
| 2001   | Melbourne          | Halbfinale         | 3.               | 6                | 1                |
| 2003   | Wien               | Halbfinale         | 3.               | 6                | 1                |
| 2005   | Islamabad          | Weltmeister        | 1.               | 6                | 0                |
| 2007   | Chennai            | Weltmeister        | 1.               | 6                | 0                |
| 2009   | Odense             | Halbfinale         | 4.               | 5                | 2                |
| 2011   | Paderborn          | Finale             | 2.               | 6                | 1                |
| 2013   | Mülhausen          | Weltmeister        | 1.               | 7                | 0                |
| 2015   | Kairo              | keine Austragung   | keine Austragung | keine Austragung | keine Austragung |
| 2017   | Marseille          | Finale             | 2.               | 5                | 1                |
| 2019   | Washington, D.C.   | Finale             | 2.               | 5                | 1                |
| 2023   | Tauranga           | Finale             | 2.               | 5                | 1                |
| Gesamt | 20 / 20 Teilnahmen | 20 / 20 Teilnahmen | 5 Titel          | 112              | 22               |